# オーバータイム (アメリカンフットボール)
アメリカンフットボールにおけるオーバータイム（延長戦）は、第4クォーター終了時点で同点で、かつ試合の勝敗を決する必要がある（引分けを認めない）場合に行われる。NCAA及び日本等で採用されているタイ・ブレーク・システム、NFLのサドンデス・システム、そしてUSFLのシステムがある。

## タイ・ブレーク・システム
NCAA及び日本で用いられる。先攻の有利さがないシステムである。
2チームがコイントスで先攻、後攻、プレーサイドを決め、1ピリオド(両チーム1回ずつの攻撃機会)毎に点差がつけば試合終了、同点ならもう1ピリオド続け、勝負がつくまで試合を行うシステムである。オーバータイムのスタート地点は、敵陣25ヤードからであり、キックオフを行わない。得点、ターンオーバー、4回の攻撃終了で攻撃シリーズは終了し、後攻チームが同様に攻撃を行う。両チームの攻撃機会の結果、同点であればピリオドが繰り返される。

## サドンデス・システム
NFLで用いられる、先攻が有利なシステムである。
コイントスで先攻チームを決め、後攻チームがプレーサイドを選ぶ。
レギュラーシーズンでは、先攻の有利さを減らすため、先攻のチームがTDをあげた場合は、先攻チームの勝ちとするが、FGの場合にはゲームを終了せずに後攻チームにも攻撃権が与えられ、攻撃終了後の点数で勝敗を決する。両チームの攻撃が終わっても同点の場合は試合を続行し、以降は内容によらず得点が入ったチームがサドンデスで勝ちとなる。
ポストシーズンでは、さらに先攻の有利さを減らすため、先攻のチームがTDをあげても後攻チームに攻撃権を与えてゲームを続行する。
レギュラーシーズンでは、10分経過後に勝敗が決していなければ引き分けとなる。ポストシーズンでは、15分経過後に決していなければエンドを入れ替えて決着がつくまで繰り返す。プレシーズンではオーバータイムそのものを行わない。

## 過去のNFLのルール
NFLでは、1974年にそれまでポストシーズンのみの適用であったオーバータイムルールをレギュラーシーズンとプレシーズンゲームにも適用した。15分のピリオドを戦い、ポストシーズンでは決着がつくまでエンドを入れ替えてピリオドを繰り返し、その他のゲームでは1ピリオド終了時に決着がつかなければ引き分けとする。点の内容にかかわらず、サドンデスで勝敗の決着をつけていた。
2010年よりポストシーズンのゲームに限定して、現在と同様に先攻チームがFGを上げた場合には試合を続行するようになった。
2012年からは先攻チームのFGで試合を続行するルールがレギュラーシーズンとプレシーズンのゲームにも適用されることとなった。
2017年からプレシーズンとレギュラーシーズンのオーバータイムピリオドは10分のみへ変更された。
2021年からはプレシーズンのオーバータイムが廃止された。
2022年からはポストシーズンに限り、先攻チームのTDでも試合を続行することになった。

## USFLのオーバータイム・システム
途中までは先攻の有利性がなく、その後は先攻が有利になるシステムである。
コイントスで勝ったチームが先攻か後攻かを選ぶ。
各チームが交互に合計3回の2ポイントコンバージョンを試み、3回終了後に成功回数の多いチームが勝利する。3回を終わって同点の場合は、いずれかのチームが成功するまでサドンデス方式で続く。

## 適用される試合
オーバータイムの制度が適用されるのは、NFLのレギュラーシーズン、ポストシーズン全試合の他、日本ではXリーグで採用されている。関東学生リーグでは、2006年度からレギュラーシーズンにも適用されるようになり、全試合に勝敗がつけられるようになった。関西学生リーグでは、リーグ戦ではオーバータイム制は採らず、優勝校が複数の場合に行われる甲子園ボウル出場校決定のためのプレーオフでオーバータイムを採用している（入替戦の出場校は抽選にて決定）。1980年代には1クォーター分を通常の試合手順でそのまま延長していたが、現在では2004年の立命館大と関西学院大のプレーオフでの事例のように上記の方式に則り行われる。